# B.A.P
B.A.P (на корейски: 비에이피) съкратено от Best Absolute Perfect е шест-членна южнокорейска хип-хоп група,
сформирана през 2012 г. от компанията Ти Ес Ентъртеймънт. Групата се състои от членовете Банг Йонг Гук, Химчан, Дехьон, Йонгдже, Джонгъп и Зело. На 26 януари, B.A.P дебютират със сингъла Warrior. Официалният им фен клуб се нарича BABY.

## Кариера

### 2011: преддебют
Бандата B.A.P е запланувана и започва да промотира късно през 2011 година, поставяйки Bang Yong Guk като лидер и главен рапър на групата. Той подписва договор с TS ENT и участва в песента на Song Jieun (от Secret) Going Crazy. Той прави соло дебютът си на 11 август със сингъла I remember (с участието на Yang Yo Seob от B2ST/BEAST) Him Chan („мулти-инструменталистният ulzzang“) е вторият член на B.A.P, който е представен публично по MTV Korea като водещ на The Show. На 23 ноември, третият член Zelo е представен публично в дует с Bang Yong Guk, с когото сформират дуото BANG & ZELO. Така те представят песента си Never Give Up.

### От 2012
През януари, групата участва в реалити шоуто Tadah! It's B.A.P излъчвано по SBS MTV. Шоуто се фокусира върху членовете, които играят ролята на извънземни от друга планета, работейки заедно за дебюта си.
На 26 януари B.A.P представят дебютния си сингъл и клип Warrior, описан като „мощен“ и „харизматичен“.
На 28 януари, B.A.P правят дебютният си шоукейс в Сеул, на който присъстват около 3000 души. На 3 февруари, сингълът Warrior заема 10-о място в класацията „Билбордни световни албуми“. В Южна Корея, два дена след издаването на Warrior са продадени около 10 000 копия.
През март, B.A.P започват да промотират Secret Love. На 16 април, TS ENT. обявяват завръщането на групата с нов албум (Power), който ще бъде издаден на 27 април. На 26 април излиза официалното видео на Power. След промоциите на втория албум в Корея, бандата прави шоукейс из Азия, посещавайки Макао, Малайзия, Тайланд и Тайван.
На 27 юни, B.A.P издават фотоалбум Recording Take 2”
На 9 юли, издават песента Goodbye (с Матоки) от първия си мини албум.
На 19 юли, пускат официалният видеоклип No Mercy от първия им мини албум.
На 30 август B.A.P пускат repackaged версия на третия си EP No Mercy, с името Crash, който включва нова песен Crash както и нова версия на Bang Yong Guk – I Remember, но този път с Dae Hyun, вместо с Yang Yo Seob от B2ST (BEAST)!Crash е продуцирана от Double Sidekick, и текста изразява любовни чувства.Песента има за основа британски рок с елементи на синт и китара.

## Дело срещу компанията
През 2014 година групата дава под съд TS Entertainment, поради съмнителни клаузи по договорите на 6-те момчета и ниско заплащане През ноември 2015 те се завръщат с нов албум

## Дискография

### Студийни албуми
- 2014: First Sensibility

### EP
- 2012: No Mercy
- 2013: One Shot
- 2013: Badman

### Сингъл албуми
- 2012: Warrior
- 2012: Power
- 2012: Stop it
- 2013: B.A.P Unplugged 2014
- 2015: Matrix
- 2016: Carnival

### Сингли

#### Корейски
- 2012: Warrior
- 2012: Secret Love
- 2012: Power
- 2012: Goodbye
- 2012: No Mercy
- 2012: Crash
- 2012: Stop It
- 2013: Rain Sound
- 2013: One Shot
- 2013: Coffee Shop
- 2013: Hurricane
- 2013: Badman
- 2014: 1004 (Angel)
- 2014: Where Are You? What Are You Doing?
- 2015: Young, Wild & Free
- 2016: Feel So Good

#### Японски
- 2013: Warrior
- 2013: One Shot
- 2014: No Mercy
- 2014: Excuse Me
- 2016: Kingdom

## Турнета
- 2013: B.A.P LIVE ON EARTH
- 2013: B.A.P 1st Japan Tour Warrior Begins
- 2014: B.A.P Live On Earth 2014 Continent Tour
- 2016: B.A.P Live On Earth World Tour Awake!!